# Trần Đơn
Trần Đơn (sinh năm 1958) là một sĩ quan cấp cao trong Quân đội nhân dân Việt Nam, hàm Thượng tướng. Ông nguyên là Thứ trưởng Bộ Quốc phòng phụ trách hậu cần, tài chính, kinh tế. Trong Đảng Cộng sản Việt Nam, ông nguyên là Ủy viên Ban Chấp hành Trung ương Đảng, Ủy viên Ban Thường vụ Quân ủy Trung ương.

## Thân thế và binh nghiệp
Trần Đơn sinh ngày 1 tháng 6 năm 1958, quê tại xã Bình Tâm, huyện Tân Trụ, tỉnh Long An. Ông nhập ngũ năm 1973.
Trước năm 2004: Phó Chỉ huy trưởng Bộ Chỉ huy Quân sự tỉnh Long An.
Năm 2004: Chỉ huy trưởng Bộ Chỉ huy Quân sự tỉnh Tây Ninh, Quân khu 7.
Năm 2009: Phó Tư lệnh kiêm Tham mưu trưởng Quân khu 7, Ủy viên Thường vụ Đảng ủy Quân khu.
Tháng 1 năm 2011, tại Đại hội Đại biểu toàn quốc lần thứ XI của Đảng Cộng sản Việt Nam, ông được bầu làm Ủy viên Ban Chấp hành Trung ương.
Năm 2011: Tư lệnh Quân khu 7, Phó Bí thư Đảng ủy Quân khu.
Tháng 10 năm 2015: Ông được Thủ tướng Nguyễn Tấn Dũng bổ nhiệm giữ chức Thứ trưởng Bộ Quốc phòng phụ trách công tác hậu cần, tài chính, kinh tế quốc phòng.
Tháng 1 năm 2016: tại Đại hội Đại biểu toàn quốc làn thứ XII của Đảng Cộng sản Việt Nam, ông tái đắc cử Ủy viên Ban Chấp hành Trung ương.
Tháng 6 năm 2016: ông được Bộ Chính trị chỉ định tham gia Thường vụ Quân ủy Trung ương.
Ngày 1 tháng 6 năm 2021, Thủ tướng Chính phủ Phạm Minh Chính ký Quyết định, Thượng tướng Trần Đơn, Ủy viên Trung ương Đảng khóa XII, thôi giữ chức vụ Thứ trưởng Bộ Quốc phòng kể từ ngày ký.

## Lịch sử thụ phong quân hàm
| Năm thụ phong | 1977     | 1981     | 1985      | 1989   | 1993     | 1997     | 2001      | 2005   | 2009        | 2012        | 2016         |  |
| ------------- | -------- | -------- | --------- | ------ | -------- | -------- | --------- | ------ | ----------- | ----------- | ------------ |  |
| Cấp bậc       | Thiếu úy | Trung úy | Thượng úy | Đại úy | Thiếu tá | Trung tá | Thượng tá | Đại tá | Thiếu tướng | Trung tướng | Thượng tướng |  |
|               |          |          |           |        |          |          |           |        |             |             |              |  |